# Arthur Holden
Pour les articles homonymes, voir Holden.
Arthur Holden est un acteur anglophone né le 28 août 1959 à Montréal, au Québec (Canada). Il prête notamment sa voix à de nombreux dessins animés et jeux vidéo.
Il est le fils du député du Parti Égalité et du Parti québécois de Westmount à l'Assemblée nationale du Québec Richard Holden.

## Filmographie

### Télévision
- 1980 : The Littl' Bits (série) : Voice
- 1980 : Mori no youki no kobito-tachi: Berufi to rirubitto (série) : Various Voices
- 1988 : God Bless the Child
- 1993 : David Copperfield (série) : Additional Voices (voix)
- 1994 : Les Jumelles Dionne (téléfilm), de Christian Duguay : Poppa Dionne
- 1995 : Hiroshima (téléfilm) : Map Room Officer
- 1996 : Arthur (série) : Emil Nigel Ratburn III (voix)
- 1997 : In the Presence of Mine Enemies : David
- 1999 : Bonanno: A Godfather's Story : Simon
- 2000 : Le Chien des Baskerville (The Hound of the Baskervilles) : Mr. Barrymore
- 2000 : Arthur's Perfect Christmas : Mr. Ratburn (voix)
- 2001 : Sherlock Holmes: Scandale royal (The Royal Scandal) : Sigismund
- 2001 : The Warden : Karaoke Man
- 2001 : Sagwa, the Chinese Siamese Cat (série ) : Baba Wim Bao Miao
- 2001 : Mona le vampire (Mona the Vampire) (série) : Chuckie Joe (voix)
- 2002 : Franchement bizarre ! (Seriously Weird) (série) : Mr. Rajkowski
- 2001 : Sacré Andy ! (What's With Andy?) (série) : Le papa d'Andy (2003- ) (voix)
- 2004 : Bad Apple : Home Depot Clerk
- 2004 : Sur place ou à emporter ? (Fries with That) (série) : Head Office Guy
- 2004 : Postcards from Buster (série) : Mr. Ratburn (voix)
- 2006 : René Lévesque : George Marler
- 2006 : Octobre 70 (October 1970) : James Richard Cross (voix de R.H. Thomson)
- 2007 : Alerte tsunamis (en) (Killer Wave) de Bruce McDonald (mini-série, épisodes 1 et 2)
- depuis 2021 : Ghosts : fantômes à la maison : Dirk
- 2023 : Stat : Victor Muller

### Cinéma
- 1987 : Wild Thing : Manager of gay bar
- 1989 : Les Maîtres de l'ombre (Fat Man and Little Boy) : Oak Ridge Doctor
- 1990 : Bernard et Bianca au pays des kangourous (The Rescuers Down Under) : Additional Voices (voix)
- 1990 : The Scorpio Factor : Hugo
- 1991 : Money : 4th Broker
- 1992 : La Sarrasine : Le secrétaire
- 1992 : La Postière : Interprète
- 1994 : La Vie d'un héros : Chauffeur d'Hanibal
- 1994 : Mrs Parker et le cercle vicieux (Mrs. Parker and the Vicious Circle) d'Alan Rudolph : Ward
- 1997 : Twist of Fate : Attorney
- 1998 : When Justice Fails : Coroner's man
- 1998 : Le Dernier Templier (The Minion) : Forensics officer
- 1999 : Bone Collector (The Bone Collector) : Bookstore Clerk
- 2000 : Lion of Oz (voix)
- 2000 : En toute complicité (Where the Money Is) : Bob
- 2000 : Heavy Metal F.A.K.K.2 (Heavy Metal 2000) : Dr. Schechter (voix)
- 2001 : Atlantide, l'empire perdu (Atlantis: The Lost Empire) : Additional Voices (voix)
- 2002 : Peter Pan 2 : Retour au Pays imaginaire (Return to Never Land) : Additional Voices (voix)
- 2002 : The Struggle : Adolf Eichmann
- 2002 : La Somme de toutes les peurs (The Sum of All Fears) : Dressler's Associate
- 2002 : Abandon : Frank Peabody
- 2004 : Nous étions libres (Head in the Clouds) : Arnold Beck
- 2004 : Noël : joueur de piano
- 2004 : Eternal : Mr. Renault
- 2004 : Arthur's Halloween (vidéo) : Nigel Ratburn
- 2004 : Aviator (The Aviator) de Martin Scorsese : speaker radio
- 2005 : The Greatest Game Ever Played : secrétaire du Club
- 2009 : Whiteout : McGuire
- 2013 : Rouge Sang : le blessé
- 2020 : Mon année à New York (My Salinger Year) de Philippe Falardeau : Dean
- 2022 : Saules aveugles, femme endormie de Pierre Földes : Monsieur Suzuki (doublage anglais)
- 2023 : Misanthrope (To Catch a Killer) de Damián Szifrón : le légiste